# Десерпций

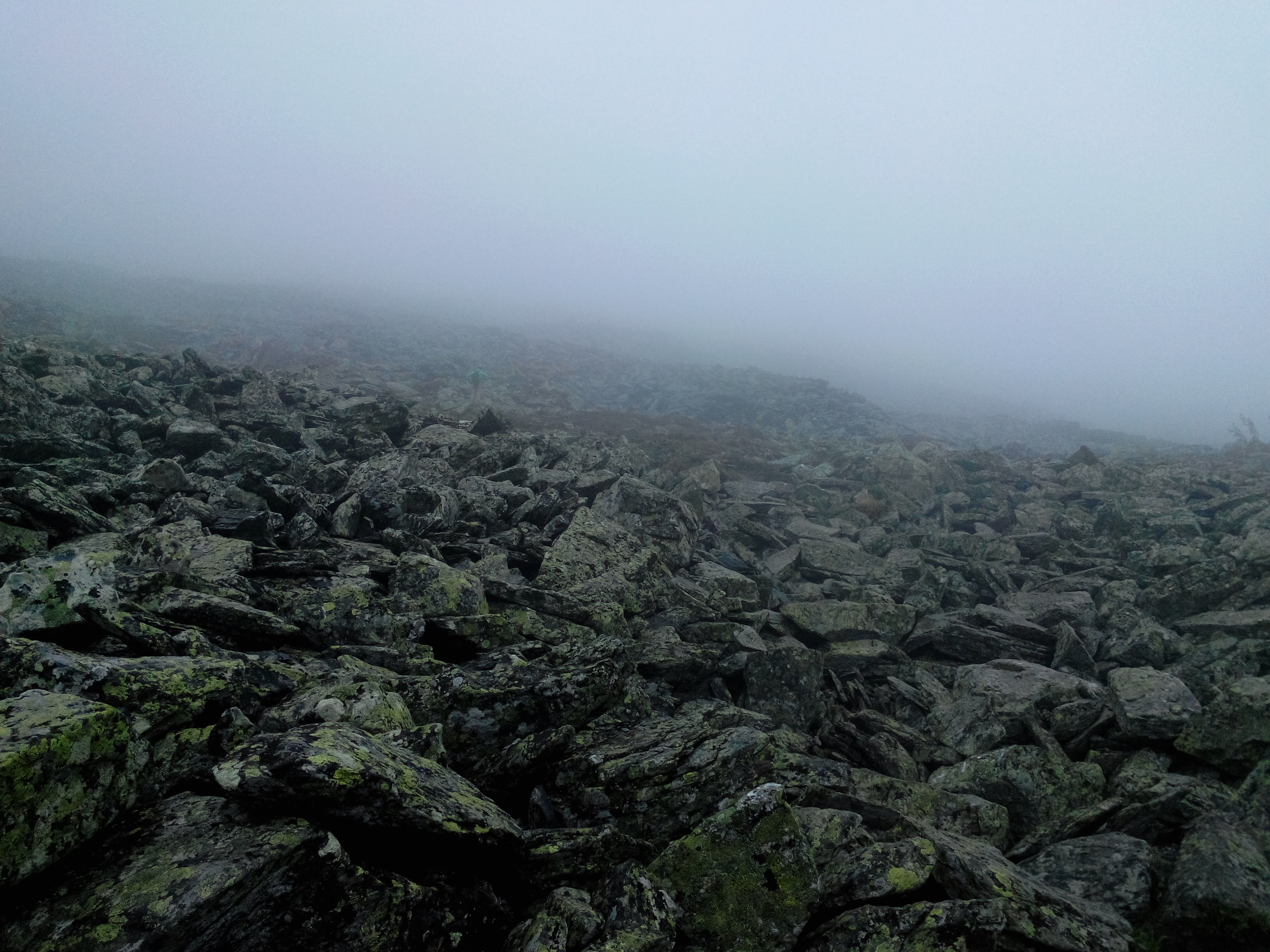
Курумник

Десерпций(talus fall deposits, анг.), от латинского dēserpō — «сползаю» — генетический тип коллювиальных (склоновых) континентальных отложений, формирующихся на слабо задернованных горных склонах крутизной 3-15°.
Обломочный материал, образующий десерпций, перемещается и откладывается (аккумулируется) тогда, когда угол склона меньше угла естественного откоса пород, его слагающего. В этом случае происходит медленное (1-10 см в год) перемещение обломков вниз по склону. Причиной сползания является многократное изменения объёма обломков и действие силы гравитации. Впервые выделен в качестве самостоятельного генетического типа Б. В. Рыжовым в 1966-м году. Благоприятным для накопления десерпция является сочетание двух факторов: наличие скальных и полускальных коренных пород на склонах с углом 15-25°. Смещающиеся вниз по склонам сухие щебенисто-глыбовые потоки также называются курумами (от якутского «курум» — камень).

## Разновидности[4]
Десерпций формируется из-за периодического изменения объёма обломочной массы, вызванного:
- криогенный — промерзанием-оттаиванием;
- тeрмогенный — изменением температуры;
- гидрогенный — влажности.

## Распространение
На территории России в связи с широким развитием многолетней мерзлоты распространен криогенный десерпций. В целом, десерпций широко распространен в разных географических зонах как универсальная форма склоновой денудации. В Сибири десерпций занимает до 50 % поверхности склонов. В условиях расчлененного рельефа криогенный десерпций часто образует парагенезы с солифлюксием, коллювием, а в гольцовой зоне гор и на водораздельных поверхностях — с криогенным элювием.

## Состав
Дерсепций представляет беспорядочное скопление плохоотсортированных и неокатанных обломков — щебня, дресвы и глыб.

## Обозначение
На стратиграфических колонках дерсепций четвертичной системы обозначаются путём добавления буквы «с» перед указанием возраста породы. Например «cQII» — это отложения среднего плейстоцена. На картах дерсепций показывается красным или розовым цветом.